# Zoolook
Albums de Jean-Michel Jarre
Musique pour supermarché
(1983) Rendez-vous
(1986)
Singles
1. Zoolook
Sortie : novembre 1984
2. Zoolookologie
Sortie : 1985

Zoolook est le sixième album studio de Jean-Michel Jarre, sorti en 1984. 
Cet album a remporté plusieurs prix. La pochette a été réalisée par Mark Fisher, et l'illustration par Kate Hepburn et Fiona Doulton.

## Historique
Jamais un album auparavant n'avait fait usage d'autant d'échantillons aussi variés. C'est surtout l'originalité de l'utilisation des nombreuses voix ethniques différentes, notamment en tant que sonorités rythmiques, qui étonna. À ce titre, Jean-Michel Jarre a fait appel à l'ethnologue Xavier Bellenger comme conseiller.
Les voix humaines largement modifiées figurant sur l'album sont notamment issues d'enregistrements originaux effectués à travers le monde par Xavier Bellenger. Ils contiennent les vingt-cinq langues suivantes, parlées ou chantées : aborigène, afghan, arabe, balinais, burundi, chinois, anglais, eskimo, français, gabonais, allemand, hongrois, indien, japonais, malgache, malais, pygmée, polonais, quechua, russe, sioux, espagnol, suédois, tibétain et turc. La matière première vocale a ensuite été transformée par l'artiste à l'aide de divers instruments électroniques (dont les échantillonneurs Fairlight CMI et E-mu Emulator ainsi que le vocodeur EMS)  et mélangée avec les autres sonorités issues des Moog 55, ARP 2600, Yamaha DX7, Simmons SDS, AKS, Eminent, Oberheim OB-Xa, Sequential Circuits Prophet 5, Doctor Click (boitier permettant de synchroniser les horloges internes des instruments électroniques), Linn LM-1, LinnDrum, etc.
Deux titres proviennent du travail réalisé sur l'album Musique pour supermarché qui a servi de patchwork pour Zoolook. Ils sont légèrement différents (mixage, réenregistrement) : sur Diva, la basse semble avoir été rejouée et Laurie Anderson donne de la voix tandis que sur Blah Blah Café les parties de "saxophone" sont moins présentes.
Le producteur-mixeur François Kevorkian contacte par la suite Jean-Michel Jarre pour effectuer un remix du titre Zoolookologie.

## Accueil
À sa sortie, l'album a surpris beaucoup de critiques par son avant-gardisme. Jean-Michel Jarre reçoit cependant plusieurs récompenses dont la Victoire de la musique pour le meilleur album de musique instrumentale, ainsi que le Grand Prix du disque de l'Académie Charles-Cros. Zoolook a aussi été élu meilleur album instrumental de l'année en France. Il ne se vend cependant qu'à 90 000 exemplaires en France.

## Reprises et remix
Le thème musical du titre Ethnicolor est la musique d'introduction du jeu vidéo L'Arche du Captain Blood.
Zoolookologie a été utilisée comme générique de l'émission de télévision Zénith sur Canal Plus.

## Liste des titres

### Première édition (1984)
| 1. | Ethnicolor | 11:41 |
| 2. | Diva       | 7:33  |

| 1. | Zoolook        | 3:50 |
| 2. | Wooloomooloo   | 3:20 |
| 3. | Zoolookologie  | 4:20 |
| 4. | Blah Blah Cafe | 3:21 |
| 5. | Ethnicolor II  | 3:52 |

### Seconde édition (CD, 1985)
| No | Titre                 | Durée |
| -- | --------------------- | ----- |
| 1. | Ethnicolor            | 11:41 |
| 2. | Diva                  | 7:33  |
| 3. | Zoolookologie (Remix) | 3:46  |
| 4. | Wooloomooloo          | 3:18  |
| 5. | Zoolook (Remix)       | 3:51  |
| 6. | Blah Blah Cafe        | 3:21  |
| 7. | Ethnicolor II         | 3:52  |

### Troisième édition (Remastérisée, 1997)
| No | Titre                     | Durée |
| -- | ------------------------- | ----- |
| 1. | Ethnicolor (new edit)     | 11:47 |
| 2. | Diva (new edit)           | 7:20  |
| 3. | Zoolook (new mix)         | 3:58  |
| 4. | Wooloomooloo              | 3:17  |
| 5. | Zoolookologie (new mix)   | 4:14  |
| 6. | Blah Blah Cafe (new edit) | 3:26  |
| 7. | Ethnicolor II             | 3:54  |

### Quatrième édition -30eanniversaire (2015)
| No | Titre                         | Durée |
| -- | ----------------------------- | ----- |
| 1. | Ethnicolor (3rd edition edit) | 11:48 |
| 2. | Diva (3rd edition edit)       | 7:22  |
| 3. | Zoolook                       | 3:52  |
| 4. | Wooloomooloo                  | 3:18  |
| 5. | Zoolookologie                 | 4:21  |
| 6. | Blah Blah Cafe                | 3:21  |
| 7. | Ethnicolor II                 | 3:52  |

### Cinquième édition -40eanniversaire (2025)
| No | Titre                          | Durée |
| -- | ------------------------------ | ----- |
| 1. | Ethnicolor (new mastering)     | 11:48 |
| 2. | Diva (new mastering)           | 7:22  |
| 3. | Zoolook (new mastering)        | 3:52  |
| 4. | Wooloomooloo (new mastering)   | 3:18  |
| 5. | Zoolookologie (new mastering)  | 4:21  |
| 6. | Blah Blah Cafe (new mastering) | 3:21  |
| 7. | Ethnicolor II                  | 3:52  |
| 8. | Moon Machine (titre bonus)     | 3:00  |

## Crédits

### Musiciens
- Jean Michel Jarre : claviers et instruments électroniques, composition et production
- Frederick Rousseau : claviers additionnels, production
- Marcus Miller : basse
- Yogi Horton : batterie
- Adrian Belew : guitares et effets
- Ira Siegel : guitares supplémentaires
- Laurie Anderson : chant sur Diva

### Autres
- Daniel Lazerus : ingénieur du son
- David Lord : mixage
- Xavier Bellenger : ethnologue
- Alan Moulder et Maureen Thompson : Assistants à l'enregistrement
- Remerciements spéciaux à Bob Telson, Dominic Troiano, Kris Parker, Michel Geiss, AMS, Lazare Electronic, Music Land, Fred Bova, Denis Sergent, Nicolas Jiddings, Michael Sukin, Merril Wasserman, Jean-Pierre Lafont, Sony France, et Paul-Henri Wagner.
- Mark Fisher : direction artistique de la pochette Mark Fisher
- Kate Hepburn : illustration de la pochette (assistée de Fiona Doulton)